# Chukufefin
Chukufefin är en kulle i Mikronesiens federerade stater. Den ligger i kommunen Paata-Tupunion och delstaten Chuuk, i den västra delen av landet, 700 km väster om huvudstaden Palikir. Toppen på Chukufefin är 63 meter över havet.